# Le Passe-muraille
Le Passe-muraille también conocido como la Chambre sensorielle, es el nombre de una escultura de bronce creada en 2006 por el escultor francés Jean-Bernard Métais. Se encuentra en el "Parc du Pescatore" en la ciudad de Luxemburgo y se estableció sobre la antigua casamata de la ciudad. La escultura está hecha de dos hemisferios de bronce, que tienen 3 metros de altura y un diámetro de 6 metros. Se puede entrar en Le Passe-muraille a través de estos hemisferios. 8000 agujeros permiten que el paisaje brille a través de ella. Le passe-mureille fue inaugurado el 24 de diciembre de 2006, en presencia de Andrée Putman, Paul Helminger (alcalde) y otros invitados notables. No lleva la firma del artista.